# Tapajóseldöga
Tapajóseldöga (Pyriglena similis) är en nyligen urskiljd fågelart i familjen myrfåglar inom ordningen tättingar.

## Utbredning och systematik
Fågeln förekommer i sydcentrala amazonska Brasilien, i Pará och norra Mato Grosso, från Rio Tapajós österut till Rio Xingu. Den behandlas traditionellt som underart till Pyriglena leuconota, men urskiljs numera vanligen som egen art.

## Status
IUCN erkänner den ännu inte som god art, varför dess hotstatus inte bedömts.